# Bartholomäus von Simeri
Der heilige Bartholomäus von Simeri (* nach 1050 in Simeri (CZ); † 19. August 1130) war ein italo-byzantinischer Mönch und Gründer des Klosters S. Maria Hodogetria bei Rossano.
Zunächst lebte er als Eremit in Kalabrien. Mit Unterstützung des Admirals Christodoulos und der Regentin Adelasia reformierte er das Kloster S. Maria Hodogetria bei Rossano in der Verbindung von morgenländischen und abendländischen Traditionssträngen. Die Voraussetzung für das Gelingen war die Autonomie vom griechischen Erzbischof von Rossano, die ihm von Paschalis II. 1105 mit der Gewährung der Romunmittelbarkeit geboten wurde. Mit seiner Gründung setzte er ein Beispiel für die erfolgreiche Koexistenz des griechischen Mönchtums mit den neuen normannischen Herrschern.
Ein längerer Aufenthalt auf dem Athos vermittelte ihm Eindrücke des östlichen Klosterlebens. Auf Wunsch Rogers II. bereitete er ab 1121/22 die Gründung von San Salvatore zu Messina vor, die unter seinem Schüler und Nachfolger Lukas zum Abschluss gebracht wurde.
Außer dem Bios (Vita) des Bartholomaios von Simeri berichtet eine Homilie des Philagathos von Cerami über Leben und Tugenden des Heiligen. Philagathos ist vermutlich auch der Verfasser des Bios.